# ميرفين لوروا
ميرفين لوروا (بالإنجليزية: Mervyn LeRoy)‏ (و. 1900 – 1987 م) هو ممثل، ومنتج أفلام، ومخرج أفلام، وكاتب سيناريو، وممثل أفلام، من الولايات المتحدة، ولد في سان فرانسيسكو، توفي في بيفرلي هيلز كاليفورنيا، عن عمر يناهز 87 عاماً، بسبب مرض آلزهايمر.

## جوائز وترشيحات
حصل على جوائز منها:
- Irving G. Thalberg Memorial Award [الإنجليزية]‏ (1975)
- Golden Globe for Best Film Promoting International Understanding  [لغات أخرى]‏، عن عمل: A Majority of One (film) [الإنجليزية]‏ (1961)
- جائزة سيسيل بي دوميل (1956)
- جائزة الأوسكار الشرفية، عن عمل: The House I Live In (1945 film) [الإنجليزية]‏ (1945)
- Golden Globe for Best Film Promoting International Understanding  [لغات أخرى]‏، عن عمل: The House I Live In (1945 film) [الإنجليزية]‏ (1945).

ترشح لـ:
- جائزة غولدن غلوب لأفضل مخرج، عن عمل: Gypsy (1962 film) [الإنجليزية]‏ (1962)
- جائزة نقابة المخرجين الأمريكيين لأبرز إنجاز إخراجي لفيلم  [لغات أخرى]‏ (1961)
- جائزة نقابة المخرجين الأمريكيين لأبرز إنجاز إخراجي لفيلم  [لغات أخرى]‏، عن عمل: A Majority of One (film) [الإنجليزية]‏ (1961)
- جائزة الغولدن غلوب لأفضل فيلم - دراما، عن عمل: Home Before Dark (film) [الإنجليزية]‏ (1958)
- جائزة نقابة المخرجين الأمريكيين لأبرز إنجاز إخراجي لفيلم  [لغات أخرى]‏، عن عمل: الوضع الراهن (1951)
- جائزة الأوسكار لأفضل مخرج، عن عمل: حصاد عشوائي (1942).

## وصلات خارجية
- ميرفين لوروا على موقع IMDb (الإنجليزية)
- ميرفين لوروا على موقع الموسوعة البريطانية (الإنجليزية)
- ميرفين لوروا على موقع ألو سيني (الفرنسية)
- ميرفين لوروا على موقع ميوزك برينز (الإنجليزية)
- ميرفين لوروا على موقع تيرنر كلاسيك موفيز (الإنجليزية)
- ميرفين لوروا على موقع أول موفي (الإنجليزية)
- ميرفين لوروا على موقع قاعدة بيانات برودواي على الإنترنت (الإنجليزية)
- ميرفين لوروا على موقع قاعدة بيانات الأفلام السويدية (السويدية)
- ميرفين لوروا على موقع إن إن دي بي (الإنجليزية)
- ميرفين لوروا على موقع ديسكوغز (الإنجليزية)